# Artabotrys dielsianus
Artabotrys dielsianus este o specie de plante angiosperme din genul Artabotrys, familia Annonaceae, descrisă de Le Thomas. Conform Catalogue of Life specia Artabotrys dielsianus nu are subspecii cunoscute.